# 岡山県立瀬戸高等学校
岡山県立瀬戸高等学校（おかやまけんりつせとこうとうがっこう）は、日本の岡山県岡山市東区瀬戸町光明谷にある県立の高等学校。通称は「瀬戸高（せとこう）」。

## 歴史
1909年（明治42年）4月、赤磐郡物理村瀬戸に瀬戸実科女学校として設立された。1948年（昭和23年）、現在の岡山県立瀬戸高等学校の名称になり、男女共学となる。1949年（昭和24年）に岡山県立瀬戸農芸高等学校（現：岡山県立瀬戸南高等学校）を合併したが、1953年（昭和28年）に再分離。1966年（昭和41年）に光明谷の新校舎へ全面移転し、1968年（昭和43年）に新校舎が完成する。その後も増築や桃友会館の建設、数々の耐震補強工事などを経て現在に至る。校章は桃の葉と花をモチーフにしたものである。
瀬戸高等学校は中堅進学校である。1980年代後半に岡山県立岡山城東高等学校が設立されたことも影響して約15年に亘って進路実績が低迷したが、2008年ごろには国立大学現役合格者数が低迷期の3,4倍（卒業生の30 - 40%）に達するなど実績向上が見られた。こうした変化の要因として後述する生徒への進路啓発や保護者対象土曜日講座が考えられる。

### 年表
- 1909年 - 瀬戸実科女学校創立。
- 1920年 - 本科3年制を4年制とする。
- 1922年 - 岡山県瀬戸実科高等女学校開校。
- 1923年 - 瀬戸高等女学校と改称。
- 1939年 - 県営に移管される。日中戦争で戦死した教諭・藤原潔の学校葬を挙行。
- 1941年 - 校歌制定。レコード盤も製作される。
- 1948年 - 学制改革に伴い岡山県立瀬戸高等学校となり、男女共学化。
- 1949年 - 家庭科新設。岡山県立瀬戸農芸高等学校と統合、北校舎（普通科・家庭科）と南校舎（農業科）となる。生徒数1300人余。
- 1953年 - 南校舎を岡山県立瀬戸農業高校として分離[3]。校歌制定。
- 1999年 - 3年間クラス替えのない、理数コースを設置。
- 2007年 - 2007年度からの理数コースの募集を廃止。全4クラス定員160名（3年生は分離選択の関係で5クラス[4]）となる。
- 2018年 - 創立110周年。岡山シンフォニーホールでMay J.が記念コンサートを開催[5]。

## 教育の特色
教育方針として「尚学」「自主」「健康」「協調」が掲げられている。
1999年（平成11年）から理数コースが設置されていたが、2007年（平成19年）に募集停止となった。現在は普通科のみで構成されており、2年生以降に一般的な文系・理系の2コースを設置している。
国公立大学二次試験など学力試験に対しては"岡大プロジェクト"という授業が展開されている。3年生に対しては自己推薦書・小論文・口頭試問に対する個人・グループ指導も行われる。
2020年3月から新型コロナウイルス感染症の流行を鑑みて情報通信技術を導入した授業が検討され、4月に研修期間として部活動ミーティングやホームルームにオンラインシステムが導入された。同年5月よりオンライン授業が始まり、ホームルームと1日3コマの授業がオンラインで行われるようになった。

### 保護者対象土曜日講座
また、キャリア教育に注力している点も特徴的である。2004年からは、学年懇談と別に進路指導課が保護者に進路に関する情報を提供する、保護者対象土曜日講座が各学期に1回ずつ各学年で開催されている。科目選択や大学受験制度など短期的な進路情報および将来のキャリア形成など長期的な進路情報の両方が盛り込まれており、保護者が開催時期に合わせて情報を得られるように機会が設けられている。また、アンケートなどで保護者からのフィードバックを受けて講座に反映する仕組みもある。
この制度の開設に至った経緯としては、瀬戸高校の学区である東備地区に山間部が多くインターネット環境が整わず、保護者が進路について最新の情報を十分に享受していないことが考えられ、希望や実力よりも負担の軽さを求める生徒の意識を変えるにはまず保護者から、という教師陣の見解があった。土曜日講座で紹介される人気職業の実態や大学・企業の人材育成に関する情報は同校で開催される講演会・専門学校や大学の広報担当の訪問・三者面談などで人脈を形成して収集されている。

### ひたぶるプロジェクト
2017年からは総合的な学習の時間や総合的な探究の時間を使い、SDGsを題材にした新たなキャリア教育「ひたぶるプロジェクト」が開始されている。2019年12月6日、「ひたぶるプロジェクト」は文部科学省と経済産業省が共同で開催するキャリア教育推進連携表彰で優秀賞を受賞した。2020年12月時点では東京大学高大接続研究開発センター高大連携推進部門CoREFユニットとも連携している。
「ひたぶるプロジェクト」は各学年ごとに主旨が分かれている。
セト☆ラボ
1年次に行われる、地域学習として地域の課題を把握して探求する活動。2019年には桃を使用したハンドクリームや災害時の備蓄を想定したキャンディーの開発がキャリア教育推進連携表彰で優秀賞を受賞した。2020年度の活動では、岡山市のコミュニティサイクル「ももちゃり」のデザイン立案や、絶滅が危惧されるニホンウナギの代用としてナマズを用いた定食料理の考案など。
S☆ラボ
2年次に行われる、SDGsを介して地域課題の世界規模の繋がりを学ぶ活動。理想的な社会の実現と生きる力の獲得を目標としている。岡山大学の職員が講演に訪れる、あるはコメンテーターとして出席するなど、岡山大学との連携が見られる。
D☆ラボ
3年次に行われる活動。

### その他のキャリア教育
2008年度からは1年生が岡山大学を訪問して大学生に交じり講義を受講する岡大訪問が始まった。また、外部講師を招いた授業が1年生から年間に数回行われている。また、キャリア教育はオンラインでも行われている。2020年5月に看護師に職場の実情を聞くオンラインフィールドワークが行われ、8月中に一部生徒が高校生によるオンライン世界会議にも出席した。

## 学校行事
5月に開催される春季球技大会と10月に開催される秋季球技大会があり、いずれも3年生を含む全校生徒が参加する。9月には文化の部と体育の部に分けた瀬戸高祭、11月には創立記念日を記念しての芸術鑑賞会が行われる。冬季には1・2年生が参加するウォーキング大会がある。また、1年生のみの活動として入学直後に親睦を深めるひたぶる合宿やスキー・スノーボード研修と百人一首大会、2年生のみの活動として体験学習の要素を含む3泊4日の6月の修学旅行がある。

## 部活動・同好会
10の運動部と9の文化部があり、約8割の生徒が在籍する。文化部では写真部が第35回全国高等学校総合文化祭（2011年）に出展。運動部ではホッケー部女子が第68回国民体育大会（2013年）に出場した。弓道部は女子団体戦で全国5位、女子個人で準決勝まで進出した。書道部は近隣の瀬戸駅に作品を掲示することがある。
運動部
- バスケットボール部
- バレーボール部
- 野球部
- ホッケー部
- サッカー部
- 卓球部
- 剣道部
- バドミントン部

- ソフトテニス部
- 弓道部

文化部
- 吹奏楽部
- 放送部
- 茶道・華道部
- 写真部
- 文学部
- 美術部
- 書道部
- JRC部
- 科学研究部

同好会
- かるた同好会

## マスコット
以下のようなマスコットキャラクターが存在する。
ひたぶるドッグ
2013年に誕生。当時の美術教師による考案で、校歌にあるフレーズ「ひたぶるに」にちなむブルドッグのキャラクター。「ひたぶる」とは「一途」や「ひたすら」といった意味を持つ語であり、その意図が込められている。カラーバリエーションが豊富である。
セトカくん
2013年に誕生。当時の在学生による考案で、瀬戸内の名産であり岡山県の県の花でもあるモモの花をモチーフにしている。花の中央に顔があり、四肢が生えている。
世斗乃 瑠璃波（せとの るりは）
2020年に誕生したバーチャルリアリティキャラクター。新型コロナウイルス感染症の流行を受ける中でバーチャルYouTuberによる平等な遠隔授業ができないかと提案した当時の3年生により製作が始まり、学年を跨いだ複数の生徒や株式会社Loopの協力を受け、2020年10月に本格的な製作に着手され12月に完成した。動きはセンサーで読み取った生徒の動作を反映し、声はオーディションで選ばれた生徒が担当する。水色の髪を持つ少女であり、名前には青い空や海のイメージと瀬戸高校の勢いが波及するイメージが重ねられている。
また同年10月にLoopの協力を受け、同校所属の教諭をモデルにした「シルキィ先生」というVTuberも登場し、古文の授業を行っている。

## 基礎データ

### 所在地
- 岡山県岡山市東区瀬戸町光明谷316番地1

### 交通アクセス
- JR山陽本線瀬戸駅下車 徒歩10分

## 著名な卒業生
- 森永あい（漫画家）
- 荒嶋龍一（元・赤磐市長）
- 友實武則（前・赤磐市長）